# Dady Brieva
Rubén Enrique Brieva (Ciutat de Santa Fe, 5 de març de 1957), més conegut com Dady Brieva, és un actor, escriptor, director i director argentí. Integrant del trio còmic Midachi. Ha treballat com a conductor en diversos programes de ràdio i televisió, generalment enfocats en l'humor, els espectacles o la política del seu país.

## Biografia
Va passar la seva infantesa i adolescència en el barri Villa María Selva, en Santa Fe Capital, fill d'una família conservadora que s'oposava al seu somni de ser actor. El seu pare, que era comissari i peronista, deia que «això és cosa de marietes» i tenia raó; això ha estat comptat per ell mateix, a manera d'anècdota, en diferents entrevistes que li han realitzat i en els seus monòlegs.
Va ser l'últim a unir-se al trio còmic conegut com Midachi, ja que al principi només formaven un duo Miguel Torres del Sel i Darío Chino Volpato. Abans d'això Brieva havia treballat en la administració pública.
Després de la separació de Midachi en 1995, creen al costat de Jorge Guinzburg i el Chino Volpato el programa humorístic d’esquetxs Tres Tristes Tigres del Trece, és convidat en 1998 al programa Rompeportones, i va ser molt popular a l'any següent la seva etapa conduint el programa Agrandadytos, per El tretze. En aquest programa, d'emissió setmanal, Dady entrevistava nens petits des de 3 fins aproximadament 12 anys, els quals comptaven experiències familiars, i en algunes ocasions se'ls permetia interactuar amb famosos, o amb imitacions d'ells.
En 2001 és el protagonista al costat de Andrea Del Boca en la reeixida telecomedia El sodero de mi vida per Canal 13 i l’any 2004 protagonitza, amb Romina Gaetani, la telecomèdia Los secretos de papá, pel mateix canal.
El 2006 va participar en el segment «Bailando por un sueño» del programa Showmatch de Canal 13, onduït per Marcelo Tinelli. Va arribar a la final, però va perdre la votació telefònica amb l'actriu Carmen Barbieri, qui es va consagrar guanyadora. També va ser conductor d'un programa de televisió anomenat El gran juego de las provincias, al costat de l'humorista Diego Pérez.
En març de 2007 (i fins a 2008) va conduir el segon matí de Radio Mitre (AM 790) al seu programa Dady 790. També va realitzar en aquest any la reeixida pel·lícula Incorregibles, al costat de Guillermo Francella, que es va estrenar en juliol de 2007. Va fer la veu del personatge d'historietes Isidoro Cañones en la pel·lícula Isidoro: La película. A l'agost de 2007 es va estrenar Más que un hombre, la seva primera pel·lícula com a escriptor i director de cinema, llargmetratge en el qual també va actuar al costat de Gerardo Vallina.
En 2008 va fer la temporada d'estiu en Mar del Plata amb l'èxit de la seva obra Midachi de película al costat de Miguel del Sel i al Chino Volpato.
El 2011 participà del segment "La terapia del jurado" en el programa "Sábado show" de Canal 13.
Després va realitzar un espectacle unipersonal, "Dadyman, recuerdos de barrio", ue és un racconto dels seus millors monòlegs. Com va tenir gran èxit en el Teatre Òpera de Buenos Aires, va començar després una gira per l'interior del país i l'Uruguai.
En 2016 va participar en la pel·lícula El ciudadano ilustre, actuant al costat d'Oscar Martínez i Andrea Frigerio.

## Vida personal
Té dos fills amb un matrimoni anterior i actualment està en parella amb Mariela Anchipi, amb qui es va casar a fins de 2012. Junts tenen un fill, Felipe, nascut en 2010, i una nena, Rosario, nascuda a l'abril de 2013.

## Trajectòria

### Midachi
1. 1983 - Tomo I
2. 1991 - Tomo II
3. 1993 - Tomo III
4. 1995 - Tomo IV
5. 1997 - Dady y Chino en sincro
6. 2000 - El regreso del humor
7. 2003 - 20 años no es nada
8. 2006 - En cinta
9. 2008 - De película
10. 2010 - Circus
11. 2017 - Kindon

### Televisió
- 2016: La pulsera
- 2014-2015: Guapas (Mario "Tano" Manfredi) El Trece.
- 2011: Volver al ruedo, El Trece.
- 2011: Sábado Show: Las terapias de Dady, El Trece.
- 2011: El puntero (Atilio Verdaguer) El Trece.
- 2011: Susana Giménez, Telefe.
- 2011: Los únicos (Alberto Pérez Olmos) El Trece.
- 2006: Bailando por un sueño, El Trece.
- 2006: Midachi TV, El Trece.
- 2004-2005: Los secretos de papá (Rubén Jilguero) El Trece.
- 2003: Costumbres argentinas (esposo de Julia Pagliaro, 1 episodi) Telefe.
- 2002: Poné a Francella (invitat a Cuidado hospital) Telefe.
- 2002: Dadyvertido (Conductor) Telefe.
- 2001-2002: El sodero de mi vida (Alberto Muzzopappa) El Trece.
- 2000: Midachi: el regreso del humor, El Trece.
- 1999-2001, 2004-2005: Agrandadytos (Conductor) El Trece.
- 1998-1999: Gasoleros (Tucho) El Trece.
- 1998: Rompeportones (invitat especial) El Trece.
- 1996: Poliladron (Montes) El Trece.
- 1996: Tres Tristes Tigres del Trece, El Trece.
- 1992-2004: Videomatch (invitat sovint) Telefe.

### Cinema
- 2019: 4x4 (Dr. Enrique Ferrari). Dirigida per Mariano Cohn.
- 2019: Olmedo, el rey de la risa (ell mateix). Dirigida per Mariano Olmedo.
- 2016: El ciudadano ilustre (Antonio). Dirigida per Mariano Cohn i Gastón Duprat.
- 2007: Más que un hombre (Norberto). Dirigida per ell mateix i Gerardo Vallina. També coguionista i autor del conte original.
- 2007: Isidoro: la película (veu d'Isidoro Cañones). Dirigida por José Luis Massa.
- 2007: Incorregibles (Pedro Domínguez). Dirigida per Rodolfo Ledo.
- 2006: Cars: Una aventura sobre ruedas (doblatge per Llatinoamèrica de Mate).
- 1992: Siempre es difícil volver a casa (Ramiro). Dirigida per Jorge Polaco.

## Premis
- Premis Martín Fierro 2001: Millor actor de telecomedia (El sodero de mi vida)
- Premis Martín Fierro 2011: Millor labor humorística (Susana Giménez)
- XIV Mostra de Cinema Llatinoamericà de Lleida: Premi de l'Audiència per Más que un hombre[6]